# Организация за сигурност и сътрудничество в Европа
Организацията за сигурност и сътрудничество в Европа (ОSСЕ) е най-голямата световна междуправителствена организация в областта на сигурността, която включва всички страни от Европа, САЩ и Канада и ОНД. Мандатът ѝ включва контрол над въоръжаването и утвърждаване на човешките права, свободата на пресата и честните избори. Има персонал от 550 души в седалището си във Виена, Австрия и 2300 души на други места. Началото и е поставено на Конференцията за сигурност и сътрудничество в Европа (CSCE), състояла се през 1975 в Хелзинки, Финландия. В нея участват 57 държави, покриващи повечето от Северното полукълбо.
ОССЕ, призната по смисъла на глава VIII на Устава на ООН като регионално споразумение, представлява основен инструмент за ранно предупреждение, избягване на конфликти, урегулиране на кризи и постконфликтно възстановяване в работния му регион. ОССЕ се отличава с присъщия само за него подход за осигуряване на сигурност, който е едновременно всестранен и основан върху сътрудничеството. Той обхваща трите измерения на сигурността – военно-политическо, икономическо/екологическо и хуманно. ОССЕ се занимава с широк кръг проблеми, свързани със затвърждаването на сигурността, включващи противодействието на тероризма, контрола над въоръжението, мерките за укрепването на доверието и безопасността, икономическите и екологичните въпроси, правата на човека, демократизацията и други. Всички държави от ОССЕ имат равен статут, тъй като решенията се приемат с консенсус. При това те носят не юридически, а политически характер.

## История на ОССЕ
Предтеча на Организацията за сигурност и сътрудничество в Европа (ОССЕ) е създаденото в началото на 70-те години по време на Студената война Съвещание по сигурност и сътрудничество в Европа (СССЕ), представляващо многостранен форум за диалог и преговори между Изтока и Запада.
На 1 август 1975 година 33 европейски страни, САЩ и Канада, след повече от две години интензивни консултации, подписват в Хелзинки Заключителния акт, който залага нови принципи на международното сътрудничество. В този документ са уредени редица ключови споразумения във военно-политическата област, в сферата на икономиката, опазването на околната среда и човешките права и са фиксирани основните принципи за поведението на държавите спрямо техните граждани („хелзинкският декалог“), а също и в отношенията помежду им.
Преди 1990 година СССЕ функционира основно чрез серия срещи и конференции, на които се развиват и разширяват компетенциите на държавите-участници, като периодически се провежда разглеждането на изпълнението им. След края на Студената война обаче на първата среща на главите на държавите и правителствата през ноември 1990 година в Париж се набелязва нов курс за развитието на СССЕ. В подписаната в Париж „Харта за нова Европа“ на СССЕ се поставя задачата да направи своя принос в управлението на процеса на историческите промени в Европа и да даде отговор на новите предизвикателства на постконфронтационния период чрез създаването на постоянни институти и оперативен потенциал.
В контекста на Парижката среща на високо равнище се сключва също важно съглашение за контрол на въоръженията – Договор за обикновените въоръжени сили в Европа (ДОВСЕ), който и до днес е крайъгълният камък на европейската сигурност.
В началото на 90-те се създават Секретариатът на СССЕ и няколко института; провеждат се регулярни срещи, организират се първите дългосрочни мисии, а работата на Съвещанието придобива по-систематизиран характер. Като следствие от реформите, на третата среща на високо равнище през декември 1994 година в Будапеща е прието решение от януари 1995 г. СССЕ да бъде преобразувано в Организация за сигурност и сътрудничество в Европа (ОССЕ). Това решение бележи края на завършването на процеса на структурното оформяне на Организацията и придава на работата ѝ нов политически импулс. Освен това в Будапеща се приема решението за разработване на модела за сигурност за Европа през XXI век.
Резултат от Лисабонската конференция на високо ниво през 1996 година е повишаване на ключовата роля на ОССЕ в укрепването на сигурността и стабилността в трите им измерения. Тази среща стимулира разработването в рамките на ОССЕ на Хартата за европейската сигурност, приета в Истанбул през 1999 година. Това по съществен начин допринася за укрепването на оперативния потенциал на Организацията и развитието на сътрудничество с нейните партньори. Освен това в Истанбул се приема Виенският документ от 1999 година от преговорите за укрепването на доверието и сигурността и се одобрява Съглашението за адаптацията на Договора за ОССЕ.

## Структура на ОССЕ

### Органи за приемането на политически решения
1. Срещи на върха – срещи на високо ниво с участието на държавните или правителствените ръководители, на които се провежда преглед на дейността на ОССЕ, приемат се ръководни решения, набелязват се ориентири в дейността на Организацията.
2. Съвет на министрите – срещи на министрите на външните работи на страните-членки на ОССЕ. Съветът отговаря за изпълнението на решенията, приети на срещите на върха, както и има пълномощия да развива и допълва тези решения. В компетенциите му влизат определяне на задачите за институтите на ОССЕ и търсене на начини за изпълнението им. Съветът се събира веднъж годишно, с изключението на годините, в които се провежда среща на върха.
3. Ръководен съвет – срещи на високо равнище на политическите ръководители на министерствата на външните работи. Понастоящем се провеждат веднъж годишно в качество на Икономическия форум на ОССЕ в Прага.
4. Постоянен съвет – основният, постоянно действащ орган на ОССЕ за политически консултации и приемането на оперативни решения по всички въпроси, влизащи в компетенцията на Организацията. Постоянният съвет се състои от представители на държавите членки на ОССЕ. Заседанията му се провеждат всяка седмица във Виена под председателството на представителя на Действащото председателство на ОССЕ. Постоянният съвет може също така да бъде свикван при възникване на извънредните обстоятелства.
5. Форум за сътрудничество в областта на сигурността (ФСС) – орган за разглеждане на военните аспекти на сигурността. В неговите задачи влизат преговорите за контрола над въоръженията, разоръжаването и укрепването на доверието и сигурността, както и провеждането на регулярни консултации и активизацията на сътрудничеството по въпросите, свързани с безопасността.

Във форума участват представителите на делегациите в ОССЕ. Заседанията се провеждат веднъж седмично във Виена.

### Оперативни органи
1. Действащ председател (ДП) на ОССЕ е министърът на външните работи на държавата, заемаща председателския пост. Той носи общата отговорност за изпълнителната дейност на ОССЕ и води политическите консултации. В задачите му влизат координация на страните-участнички, както и формиране на консенсус в ОССЕ. ДП и неговите представители подготвят съвещанията, разработват структурата им и проекти на решения. Председателят осигурява съгласуваност на графика на мероприятията на ОССЕ, разработва дългосрочна програма за дейности, контролира работата на мисиите на ОССЕ, ръководи провеждането на консултации и преговори при кризи, координира работата на другите институти на ОССЕ и приема решения за назначаването на ръководните постове. Председателството е на ротационен принцип за 1 година. От 1 януари до 31 декември 2004 година функциите на Действащото председателство се изпълняваха от България, с председател Соломон Паси. В работата си ДП се подпомага от т. нар. „Тройка“ (Troika), която е консултативен орган към председателя и в която влизат самият председател и предхождащият и последващият председатели. Освен това ДП може да назначава лични или специални представители за работа по конкретни проблеми или ситуации.
2. Секретариатът на ОССЕ, намиращ се във Виена, оказва подкрепа на ДП на ОССЕ и страните-участнички в достигането на целите на ОССЕ. Дейността на Секретариата се Ръководи от Генералния секретар на ОССЕ, който се назначава от съвета на министрите на страните-членки на ОССЕ за тригодишен период (от 10 юни 2005 година постът на Генералния секретар се заема от френския посланик Марк Перрин де Бришамбо). Той представлява Действащият председател и осигурява изпълнението на решенията на ОССЕ. Генералният секретар участва в срещите на Тройката на различни нива, допринасяйки за процеса на консултациите. Той непосредствено отговаря за изпълнението на бюджета и осъществява общ административен надзор върху работата на структурите на ОССЕ. Освен канцеларията на Генералния секретар, в състава на Секретариата на ОССЕ влизат Центърът за предотвратяване на конфликти, Офис-координаторът по икономическата и екологическата дейности на ОССЕ, отделите по борба с тероризма, търговията с хора, полицейската дейност, както и Департаментът по въпросите на управлението и финансите. Пражкият отдел на секретариата изпълнява спомагателни функции от документационен, изследователски и информационен характер.
3. Бюрото по демократичните институти и правата на човека на ОССЕ, базирано във Варшава, осъществява съдействие за обезпечение на човешките права, демокрацията, правовата държава. Бюрото играе активна роля в наблюдението за провеждането на изборите, съдейства за изграждането на национални институти за правата на човека, оказва техническа помощ и способства за развитието на неправителствените организации и изграждане на гражданско общество. Освен това то е контактен пункт по въпросите Рома и Синти и спомага провеждането на специфичните семинари на ОССЕ по темите, свързани с човешкото измерение.
4. Върховният комисар на ОССЕ по въпросите на националните малцинства (ВКНМ), намиращ се в Хага, има съществена роля в областта на ранното предупреждение и предотвратяването на конфликти. Той анализира ситуациите, възникващи във връзка с национални малцинства и предприема мерки по регулиране на потенциални кризи във възможно най-ранния стадий на развитието им. ВКНМ действа независимо от всички заинтересовани страни, изпраща местни мисии и използва методите на превантивната дипломация. Освен получаването на информацията непосредствено от заинтересованите страни, Върховният комисар способства за развитието на диалога между тях чрез провеждане на консултации и подготвяне на препоръки. От 1 юли 2011 постът на ВКНМ на ОССЕ се заема от италианския дипломат Ламберто Заниер.
5. Представител на ОССЕ по СМИ е най-младата институция на Организацията, която се създава през 1997 година за наблюдаване на делата в областта на средствата за масова информация в страните-членки, оказване на необходимото съдействие и оперативно реагиране в случаите на сериозно нарушаване на приетите в рамките на ОССЕ принципи и задължения, касаещи свободата на изразяване на мнение и свободата на СМИ. Офисът на Представителя по въпросите на СМИ се намира във Виена.
6. Парламентарната асамблея (ПА), състояща се от 320 депутати от всички страни-членки на ОССЕ, съдейства на парламентарните институции на държавите членки при участието им в дейността на организацията посредством обсъждане на проблемите и приемане на резолюциите и препоръките, отнасящи се до работата на ОССЕ. Освен това членовете ѝ притежават важната компетенция за наблюдение на избори. Редовната сесия на Асамблеята се провежда през юли, а през цялата година се организират най-различни съвещания и семинари, включвайки зимната сесия на Асамблеята във Виена. Международният секретариат на ПА се намира в Копенхаген, а от януари 2003 година действа Бюрото на ПА на ОССЕ по комуникациите. Председател на Парламентарната асамблея е черногорецът Ранко Кривокапич.
7. Един от инструментите на оперативната дейност на ОССЕ са мисиите. Пълномощията, съставът и съдържанието на дейността на мисиите се различават, потвърждавайки гъвкавостта на дадения инструмент. Важна задача на мисиите е съдействието на приемащите страни в решаването на задачите, определени с мандата на мисията. ОССЕ разполага със 17 мисии или други присъствия в следните региони: Югоизточна Европа (Албания, Босна и Херцеговина, Хърватия, Сърбия, Косово, Черна гора и Македония), Източна Европа (Молдова и Украйна), Източен Кавказ (Азербайджан и Армения), Централна Азия (Казахстан, Туркменистан, Таджикистан, Киргизстан и Узбекистан).
8. Съд по помиряване и арбитраж – един от механизмите за мирно урегулиране на спорове между държавите членки на ОССЕ, подписали Конвенцията за помиряване и арбитраж. Съдът се намира в Женева и се председателства от германския проф. Кристиан Томушат.

## Държави членки
| Държава             | Дата на присъединяване | Държава           | Дата на присъединяване |
| ------------------- | ---------------------- | ----------------- | ---------------------- |
| Австрия             | 25 юни 1973            | Северна Македония | 12 октомври 1995       |
| Азербайджан         | 30 януари 1992         | Малта             | 25 юни 1973            |
| Албания             | 19 юни 1991            | Молдова           | 30 януари 1992         |
| Андора              | 25 април 1996          | Монако            | 25 юни 1973            |
| Армения             | 30 януари 1992         | Нидерландия       | 25 юни 1973            |
| Беларус             | 30 януари 1992         | Норвегия          | 25 юни 1973            |
| Белгия              | 25 юни 1973            | Полша             | 25 юни 1973            |
| България            | 25 юни 1973            | Португалия        | 25 юни 1973            |
| Босна и Херцеговина | 30 април 1992          | Русия             | 30 януари 1992         |
| Ватикан             | 25 юни 1973            | Румъния           | 25 юни 1973            |
| Великобритания      | 25 юни 1973            | Сан Марино        | 25 юни 1973            |
| Унгария             | 25 юни 1973            | Сърбия            | 25 юни 1973            |
| Германия            | 25 юни 1973            | Словакия          | 1 януари 1993          |
| Гърция              | 25 юни 1973            | Словения          | 24 март 1992           |
| Грузия              | 24 март 1992           | САЩ               | 25 юни 1973            |
| Дания               | 25 юни 1973            | Таджикистан       | 30 януари 1992         |
| Ирландия            | 25 юни 1973            | Туркменистан      | 30 януари 1992         |
| Исландия            | 25 юни 1973            | Турция            | 25 юни 1973            |
| Испания             | 25 юни 1973            | Узбекистан        | 30 януари 1992         |
| Италия              | 25 юни 1973            | Украйна           | 30 януари 1992         |
| Казахстан           | 30 януари 1992         | Финландия         | 25 юни 1973            |
| Канада              | 25 юни 1973            | Франция           | 25 юни 1973            |
| Кипър               | 25 юни 1973            | Хърватия          | 24 март 1992           |
| Киргизстан          | 30 януари 1992         | Черна гора        | 22 юни 2006            |
| Латвия              | 10 септември 1991      | Чехия             | 1 януари 1993          |
| Литва               | 10 септември 1991      | Швейцария         | 25 юни 1973            |
| Лихтенщайн          | 25 юни 1973            | Швеция            | 25 юни 1973            |
| Люксембург          | 25 юни 1973            | Естония           | 10 септември 1991      |
| Монголия            |                        |                   |                        |

## Партньори за сътрудничество
| Средиземноморски | Година | Азиатски   | Година          |
| ---------------- | ------ | ---------- | --------------- |
| Алжир            |        | Афганистан | 2003            |
| Египет           | 1995   | Япония     | 1992            |
| Израел           |        | Южна Корея | 1994            |
| Йордания         |        | Тайланд    | 2000            |
| Мароко           |        | Австралия  | 2009            |
| Тунис            |        | Монголия   | 21 ноември 2012 |